# Leptostylus albicinctus
Leptostylus albicinctus är en skalbaggsart som beskrevs av Bates 1885. Leptostylus albicinctus ingår i släktet Leptostylus och familjen långhorningar. Inga underarter finns listade i Catalogue of Life.